# Afrixalus
Az Afrixalus  a kétéltűek (Amphibia) osztályába, a békák (Anura) rendjébe és a mászóbékafélék (Hyperoliidae) családjába tartozó nem.

## Rendszerezésük
A nemet Raymond Laurent belga herpetológus írta le 1944-ben, az alábbi fajok tartoznak ide:
- Afrixalus aureus Pickersgill, 1984
- Afrixalus brachycnemis  (Boulenger, 1896)
- Afrixalus clarkei Largen, 1974
- Afrixalus crotalus Pickersgill, 1984
- Afrixalus delicatus Pickersgill, 1984
- Afrixalus dorsalis (Peters, 1875)
- Afrixalus dorsimaculatus (Ahl, 1930)
- Afrixalus enseticola Largen, 1974
- Afrixalus equatorialis (Laurent, 1941)
- tüskés nádibéka (Afrixalus fornasini) (Bianconi, 1849)
- Afrixalus fulvovittatus (Cope, 1861)
- Afrixalus knysnae (Loveridge, 1954)
- Afrixalus lacteus Perret, 1976
- Afrixalus laevis (Ahl, 1930)
- Afrixalus leucostictus Laurent, 1950
- Afrixalus lindholmi (Andersson, 1907)
- Afrixalus manengubensis Amiet, 2009
- Afrixalus morerei Dubois, 1986
- Afrixalus nigeriensis Schiøtz, 1963
- Afrixalus orophilus (Laurent, 1947)
- Afrixalus osorioi (Ferreira, 1906)
- Afrixalus paradorsalis Perret, 1960
- Afrixalus quadrivittatus (Werner, 1908)
- Afrixalus schneideri (Boettger, 1889)
- Afrixalus septentrionalis Schiøtz, 1974
- Afrixalus spinifrons (Cope, 1862)
- Afrixalus stuhlmanni (Pfeffer, 1893)
- Afrixalus sylvaticus Schiøtz, 1974
- Afrixalus uluguruensis (Barbour and Loveridge, 1928)
- Afrixalus upembae (Laurent, 1941)
- Afrixalus vibekensis Schiøtz, 1967
- Afrixalus weidholzi (Mertens, 1938)
- Afrixalus wittei (Laurent, 1941)

- Incertae sedis
  - Afrixalus "quadrivittatus" Pickersgill, 2007

## Előfordulásuk
Afrikában, a Szahara alatti területeken honosak. Természetes élőhelyeik a szubtrópusi vagy trópusi erdők, cserjések és szavannák.